# Robbert Wijsmuller
Robbert Wijsmuller (Batavia, 23 juli 1940 – Den Haag, 4 september 2001) was een Nederlands filmdistributeur. Hij was de oprichter van het Nederlandse distributie- en productiebedrijf Concorde Film.
Wijsmuller studeerde rechten, liep vervolgens stage bij Haghe Film en werkte voor filmdistributeur Centra in Scheveningen. In 1972 richtte hij zijn eigen bedrijf op. Hij werkte met onder anderen Roman Polański, Claude Berri, Sean Connery en Pim de la Parra.

Concorde Film werd een internationaal opererend, onafhankelijk filmdistributiekantoor. Het bezat tenslotte de Nederlandse bioscooprechten van zo'n 1700 films, zoals Evita, Les Uns et les Autres, Pulp Fiction, The Last Emperor, Amadeus, Dirty Dancing, Cliffhanger en Donnie Brasco, maar ook van de pornofilm Deep Throat
In 1990 kende de Nederlandse Bioscoop Bond aan Wijsmuller de Zilveren Roos toe "wegens zijn grote verdiensten voor de filmcultuur in het algemeen en meer in het bijzonder voor de Nederlandse film". De destijds 50-jarige Wijsmuller was vice-voorzitter van de bond, en was de jongste ontvanger van de prijs.

In 1997 ontving Wijsmuller het Gouden Kalf.
Geheel onomstreden was Wijsmuller echter niet. In het wereldje van de Nederlandse filmproducenten en -distributeurs zou hij als 'charmante rat' zijn betiteld.
In de jaren negentig raakte Concorde Film in financiële problemen. Na herhaald uitstel gingen in mei 1998 twee BV's van Concorde definitief failliet, wat ook grote gevolgen had voor Robbert Wijsmuller. Het totaal aan schulden zou meer dan twintig miljoen gulden hebben bedragen.
Wijsmuller overleed op 61-jarige leeftijd in een ziekenhuis in Den Haag. Zijn dochter Leonore probeerde in 2001 een documentaire over haar vader te maken (betreffende film is er gekomen, maar voor besloten publiek) met filmcriticus Hans Beerekamp als adviseur.